# یاس، نیو ساوت ولز
یاس (به انگلیسی: Yass) یک شهرک در استرالیا است که در Yass Valley Council واقع شده‌است.